# Kedhou ag Ossad
Kedhou ag Ossad, surnommé Khiwaj (le Géant), est un guitariste compositeur malien et touareg, engagé dans la rébellion des années 1990, musicien emblématique du groupe Tinariwen puis fondateur du groupe Terakaft .
Dans les années 1980, il connaît l’exil en Algérie, puis les camps d’entraînement libyens. C’est dans ce contexte qu’il rencontre Ibrahim Abaraybone et Intiyeden, au sein d'un collectf à la fois militaire et d'artistes, Tinariwen, qui va devenir un groupe de musique.

## Biographie
Il se bat au Liban, au Tchad sous le drapeau libyen et s’engage dans la Rébellion touarègue de 1990-1996. Il rejoint un collectif, Tinariwen, qui est à la fois un collectif militaire et un collectif d'artistes musiciens,.
Il se fait connaitre notamment en tant qu'artiste vers 1987 avec la chanson Nihrass éhad nihrass achach (« Nous sommes de garde de jour et de nuit »).
Après les accords de paix, il participe avec Hassan, Diara et Abdallah au premier enregistrement studio du groupe Tinariwen à Abidjan en 1992, puis à l’album The Radio Tisdas Sessions en 2001. Entre-temps, il a séjourné à Angers, accueilli par le groupe français Lo'jo avec quelques autres musiciens touaregs,. 
Au moment où Tinariwen accède à la notoriété internationale, Kedhou cherche son propre parcours, se rend en Algérie, puis à nouveau en Libye. En 2007, il revient à Kidal, au Mali, pour former le groupe Terakaft avec Diara (frère d’Intiyeden et un autre compositeur historique de Tinariwen) et de jeunes guitaristes de l’Adrar, donnant le jour à Bismilla, the Bko Sessions, son premier album occidental, Son deuxième album Akh Issudar (« Le lait c'est la survie »), en écho au Aman Iman de Tinariwen) sort le 20 avril 2008.